# 机器人宠物
机器人宠物（英語：Robotic pet）是一种人工智能机器，按照被当作宠物养的动物的形象制造。目前有各种各样的机器人宠物，如机器狗、机器猫和机器鸟。机器人宠物也可能包括一些通常不被认为是宠物的东西，比如模拟机器恐龙Pleo。有些人甚至把这些机器人当作真正的宠物。其中，机器狗Tekno非常受欢迎。索尼生产的机器狗AIBO则被称为“最完美的宠物狗”。

## 作用
机器人宠物可以让老年人远离沮丧，同时让他们保持活力。在新西兰，有机构对老年人进行了一项研究，调查机器人宠物对他们的心理健康和生活水平的影响。研究发现，与宠物互动的老年人对生活有更好的看法，也拥有更积极的心态。机器人宠物已经被成功用于治疗失智症患者。Tombot公司专门为那些孤独且比较贫穷的老年人设计了一款机器宠物原型。这些宠物将为老年人提供一种更简单、更负担得起的生活方式，以及一种更省钱的宠物陪伴方式。日本的一种机器人宠物海豹PARO则号称是“世界上最具陪伴疗愈效果的机器人”，亦用于治疗失智症患者，世界上已经有超过4000只PARO投入使用。

## 与人的关系
有些人在养机器人宠物时，会对机器人宠物产生感情。普渡大学的心理学家和名誉教授盖尔·梅尔森认为，人类与机器人宠物之间的感情是符合进化论原理的。而大多数人都将机器人宠物纳入道德尺度，认为伤害它们是错误的。

## 争议
有发展心理学家认为，人类若主要接触机器动物而非有生命的动物，将缺乏有生命动物所能提供的社会和情感联系。